# Siphocampylus polyphyllus
Siphocampylus polyphyllus är en klockväxtart som beskrevs av Jules Émile Planchon. Siphocampylus polyphyllus ingår i släktet Siphocampylus och familjen klockväxter. Inga underarter finns listade i Catalogue of Life.